# Armenischer Fußballpokal 2010
Der armenische Fußballpokal 2010 war die 19. Austragung des Pokalwettbewerbs in Armenien.
Acht Mannschaften nahmen teil. Titelverteidiger FC Pjunik Jerewan gewann zum fünften Mal den Pokal. Gegner im Finale war wie im Jahr zuvor der FC Banants Jerewan, der diesmal mit 4:0 besiegt wurde. Banants war als unterlegener Finalist für die Europa League qualifiziert, da Double-Sieger Pjunik bereits für die Champions League gemeldet hatte.

## Modus
Der Pokal wurde in drei Runden ausgetragen. Bis zum Halbfinale wurden die Sieger in Hin- und Rückspiel ermittelt. Bei Torgleichstand entschied zunächst die Anzahl der Auswärts erzielten Tore, danach eine Verlängerung, wurde in dieser nach zweimal 15 Minuten keine Entscheidung erreicht, folgte ein Elfmeterschießen, bis der Sieger ermittelt war. Das Finale wurde in einem Spiel in Jerewan ausgetragen.

## Viertelfinale
| Datum             |                   | Gesamt |                    | Hinspiel | Rückspiel |
| ----------------- | ----------------- | ------ | ------------------ | -------- | --------- |
| 23.03./06.04.2010 | Gandsassar Kapan  | 1:3    | FC Ulisses Jerewan | 1:1      | 0:2       |
| 23.03./06.04.2010 | FC Pjunik Jerewan | 2:0    | Impuls Dilidschan  | 1:0      | 1:0       |
| 24.03./07.04.2010 | FC Schirak Gjumri | 0:4    | FC Banants Jerewan | 0:1      | 0:3       |
| 24.03./07.04.2010 | MIKA Aschtarak    | 4:0    | FC Kilikia Jerewan | 3:0      | 1:0       |

## Halbfinale
| Datum             |                    | Gesamt |                   | Hinspiel | Rückspiel |
| ----------------- | ------------------ | ------ | ----------------- | -------- | --------- |
| 13.04./20.04.2010 | FC Ulisses Jerewan | 0:3    | FC Pjunik Jerewan | 0:2      | 0:1       |
| 14.04./21.04.2010 | FC Banants Jerewan | 3:1    | MIKA Aschtarak    | 1:1      | 2:0       |

## Finale
| FC Pjunik Jerewan                                                    | FC Pjunik Jerewan | FC Banants Jerewan | FC Banants Jerewan |
| -------------------------------------------------------------------- | --- | --- | ------------------ |
| FC Pjunik Jerewan                                                    | \| 10. Mai 2010 in Jerewan (Wasken Sarkissjan Republikanisches Stadion) \| \| Ergebnis: 4:0 (3:0) \| \| Zuschauer: 8.000 \| \| Schiedsrichter: Ararat Dschagharjan \| | \| 10. Mai 2010 in Jerewan (Wasken Sarkissjan Republikanisches Stadion) \| \| Ergebnis: 4:0 (3:0) \| \| Zuschauer: 8.000 \| \| Schiedsrichter: Ararat Dschagharjan \| | FC Banants Jerewan |
| FC Pjunik Jerewan                                                    | Artur Lesko – Sargis Howsepjan, Artur Juspaschjan, Wahagn Minasjan (85. Warasdat Harojan), Artak Jedigarjan, Karlen Mkrttschjan – David Manojan, Edgar Malakjan (80. Kamo Howhannisjan), Geworg Ghasarjan – Marcos Pizzelli, Albert Tadewosjan Cheftrainer: Wardan Minasjan | Stepan Ghasarjan – Hovhannes Hambardsumjan, Nikola Nikolow, Darko Lovrić, Gagik Daghbaschjan – Artur Woskanjan (69. Norajr Giosaljan), Vebert Miguel da Silva Beto (80. Noah Kasule), Sarkis Karapetjan, Samvel Melkonjan – Deniran Ortega (52. Ararat Arakeljan), Du Bala Cheftrainer: Armen Gjulbudaghjants | FC Banants Jerewan |
| FC Pjunik Jerewan                                                    | 1:0 David Manojan (16.) 2:0 Marcos Pizzelli (35.) 3:0 Geworg Ghasarjan (45.+3') 4:0 Geworg Ghasarjan (70.) | | FC Banants Jerewan |
| FC Pjunik Jerewan                                                    | Wahagn Minasjan | | FC Banants Jerewan |
| 10. Mai 2010 in Jerewan (Wasken Sarkissjan Republikanisches Stadion) | | |                    |
| Ergebnis: 4:0 (3:0)                                                  | | |                    |
| Zuschauer: 8.000                                                     | | |                    |
| Schiedsrichter: Ararat Dschagharjan                                  | | |                    |